# Badisch-Schöllenbach
Badisch-Schöllenbach ist als Teil der Gemarkung Friedrichsdorf ein Stadtteil von Eberbach im Rhein-Neckar-Kreis in Baden-Württemberg. Badisch-Schöllenbach bildet im Nordosten, wie auch Brombach im Westen, eine Exklave von Eberbach, die durch hessisches Landesgebiet vom Stadtgebiet getrennt ist. Ferner wird der Ort durch eine Landesgrenze vom hessischen Schöllenbach getrennt und zählt dadurch zu den Territorialen Besonderheiten in Südwestdeutschland.

## Geographische Lage

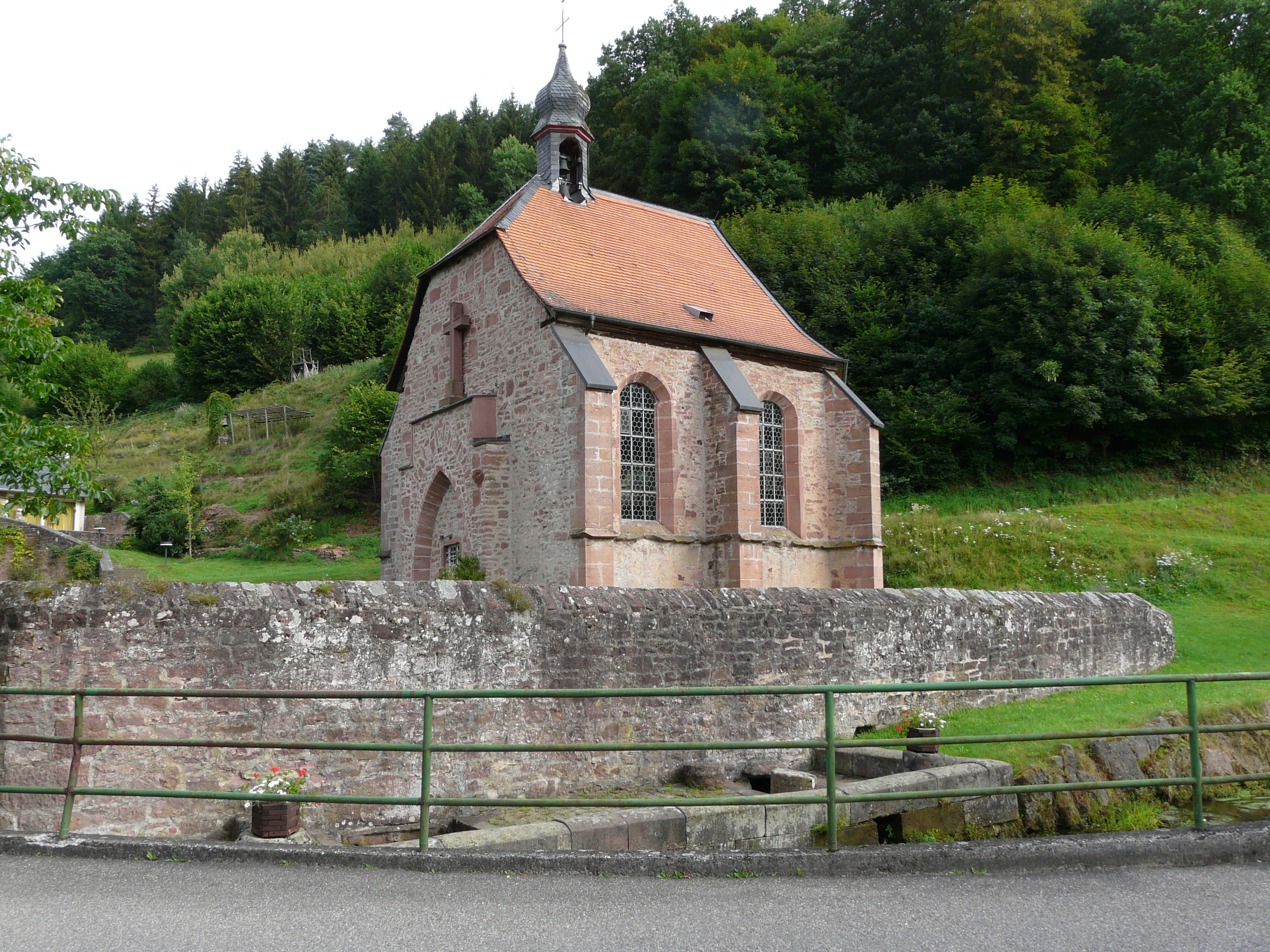
Blick von der Brücke zwischen Badisch-Schöllenbach und Schöllenbach (Hessen) auf die Quellkirche

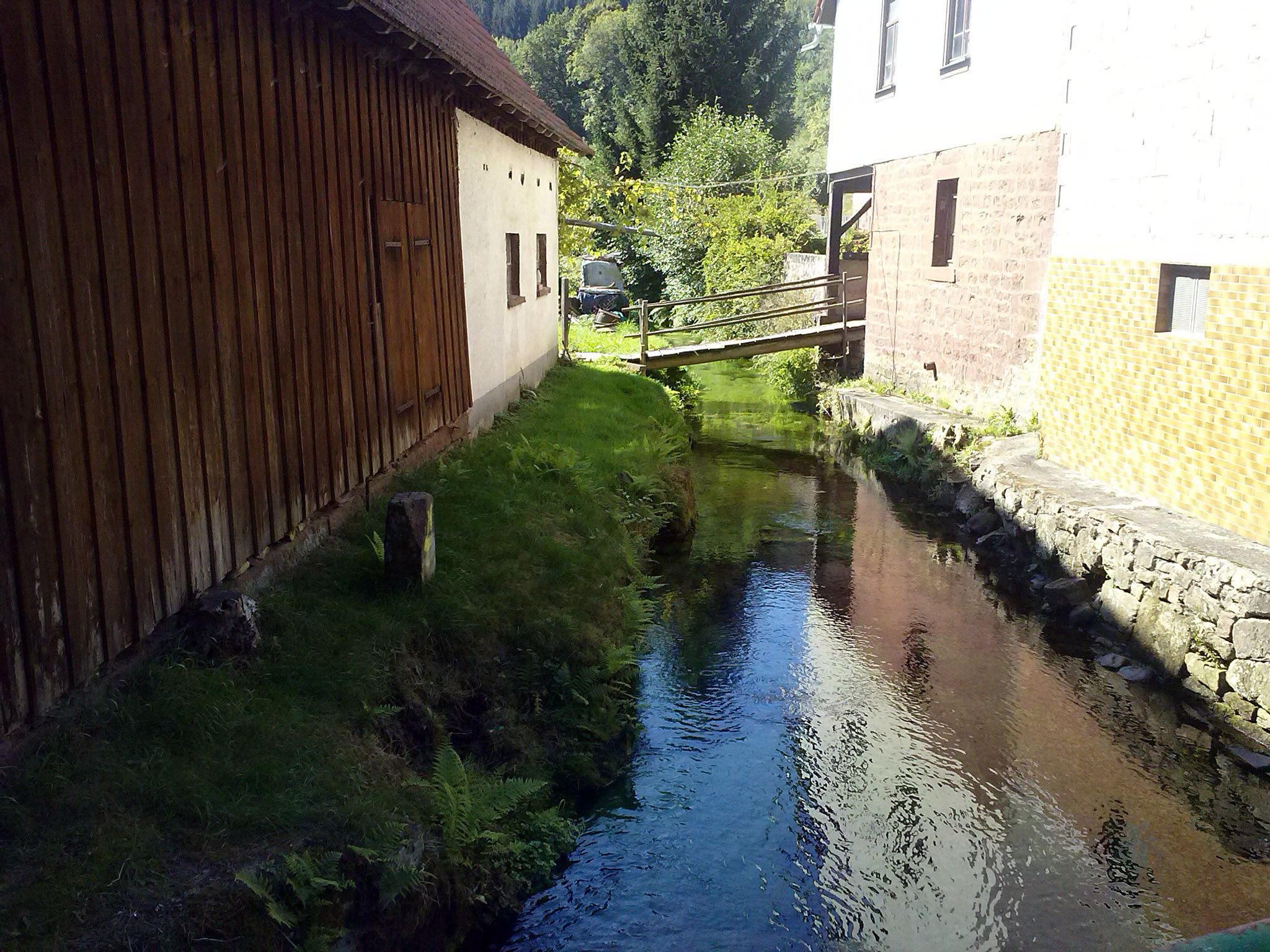
Die Itter zwischen Schöllenbach (Hessen) rechts und Badisch-Schöllenbach links

Badisch-Schöllenbach liegt zwölfeinhalb Kilometer nordnordöstlich der Kernstadt Eberbach. Die Ortslage am Zusammenfluss von Euterbach und Schöllenbach umfasst etwa 16 bebaute und bewohnte Grundstücke, verteilt auf die Straßen Hesselbacher Weg, Mainzer Weg und Im Hochfeld.  Die Exklave Badisch-Schöllenbach nimmt die linke östliche Talseite des Itterbachs ein und ist auf drei Seiten von der Landesgrenze zu Hessen und von Teilorten der Stadt Oberzent umgeben. Im Nordosten grenzt die Gemarkung Hesselbach an, im Westen liegt Schöllenbach und der südlichste Zipfel der Exklave Badisch-Schöllenbach endet kurz vor Kailbach. Im Osten ist die Gemarkung Schloßau benachbart.
Das Südende der Exklave Badisch-Schöllenbach liegt rund 2100 Meter nördlich der Kerngemarkung Friedrichsdorf. Die Exklave umfasst eine Fläche von rund 234,6 Hektar und ist mit Ausnahme der Talauen an der Itter und einer knapp 14 Hektar umfassenden Feldgemarkung um die Ortslage vollständig bewaldet. Im Norden hat Badisch-Schöllenbach Anteil am Eutersee.
Die höchste Erhebung der Exklave liegt im Osten am Kleinkastell Jägerwiese des Neckar-Odenwald-Limes bei 495 m ü. NN. Der tiefste Punkt liegt in der Talaue der Itter am Kailbacher Tor bei ca. 245 m ü. NN.

## Geschichte
Der Lauf der Itter war ursprünglich eine alte Herrschaftsgrenze. Hier endete das Gebiet der Abtei Lorsch, das später der Herrschaft Erbach zugehörte. Östlich der Itter und gegenüber dem seit 1344 urkundlich nachgewiesenen Dorf Schöllenbach mit der 1465 als Wallfahrtskirche errichteten Quellkirche entstand ein Hof, der zum Kurfürstentum Mainz zählte. Der Hof wurde 1350 erstmals genannt und war 1552 bereits geteilt, 1668 wurden drei Höfe erwähnt. 1803 schließlich waren es sechs Häuser.
Der Ort kam mit Kloster Amorbach 1803 an das Fürstentum Leiningen und 1806 an das Großherzogtum Baden. 1925 wurde Badisch-Schöllenbach nach Friedrichsdorf eingemeindet und kam in der Folge am 1. Januar 1973 zur Stadt Eberbach.
Für Badisch-Schöllenbach wird die Postleitzahl 64754 genutzt, die bis zum 31. Dezember 2017 für die gesamte ehemalige Gemeinde Hesseneck galt. Durch die Vergabe der Postleitzahl 64760 an die neu zusammengeschlossene Stadt Oberzent verblieb alleine der kleine badische Ort als Nutzer dieser Postleitzahl.

## Verkehr
Durch Badisch-Schöllenbach führen keine als überörtlich klassifizierten Straßen. Der Hesselbacher Weg verbindet die Ortslage mittels einer Brücke über den Euterbach mit der auf der hessischen Talseite verlaufenden Landesstraße 3108, die den Ort mit Eberbach verbindet. Im hessischen Schöllenbach besteht, nur 360 Meter von der Brücke entfernt, mit dem Haltepunkt Schöllenbach eine Verbindung zur Odenwaldbahn.